# HANS

Esquema do dispositivo HANS.

HANS (Head And Neck Support) é um dispositivo de segurança para os pilotos em competições automobilísticas. Com um formato em U, ela se encaixa sob a nuca e os ombros e é ligada ao capacete. Sua função é impedir que durante um acidente o pescoço do piloto sofra com o impacto.
Muitos pilotos criticam o dispositivo por ser desconfortável mas ela é obrigatória nas principais competições do mundo como a Fórmula 1, a NASCAR, Champ Car, Fórmula Indy e diversas outras.